# سادة الأوهام (مسلسل تلفزيوني)
سادة الأوهام (بالإنجليزية: Masters of Illusion) هو برنامج عروض سحرية تلفزيوني أمريكي بُث على قناة باكس تي في من عام 2000 وحتى عام 2001، كما عُرض على خشبة المسرح الكبير المتواجد بـالقلعة السحرية في هوليوود، كاليفورنيا. تجدد الاهتمام بهذا البرنامج مرة أخرى في عام 2009 وعُرض على شبكة ماي نتورك تي في. في 20 يناير 2022، وقعت شبكة سي دابليو عقد تجديد المسلسل للموسم الثاني عشر والذي عُرض لأول مرة في 11 فبراير 2023. في 18 مايو 2023، كما جددت شبكة سي دابليو المسلسل للموسم الثالث عشر والذي عُرض لأول مرة في 6 نوفمبر 2023. 